# Hoge fijnstraal
Hoge fijnstraal (Erigeron sumatrensis) is een plantensoort uit de composietenfamilie (Asteraceae). Het is een smalle, tot 150 cm hoge plant met smalle bloemhoofdjes. Het is een exoot afkomstig uit Zuid-Amerika. In Nederland is de soort tussen 1975 en 1990 ingeburgerd. Hij komt vooral in stedelijk gebied voor. In België is de soort in 1990 voor het eerst gevonden. Hij is hier zeldzaam ingeburgerd.

## Ecologie
Hoge fijnstraal is een xerothermofiel. Ze vindt haar optimum op warme, droge standplaatsen zoals braakliggende terreinen, bestrating en steenglooiingen. Op het zuiden geëxponeerde gevelmuren zijn ook geschikt voor deze fijnstraalsoort.

## Inburgering
Hoge fijnstraal is tussen 1975 en 1999 in Nederland gevestigd. De soort komt oorspronkelijk uit Zuid-Amerika en werd in 1980 voor het eerst in Londen en Parijs vermeld. Daarna werd deze plant steeds noordelijker gezien: in 1990 in Antwerpen en sinds 1999 volledig in Nederland.

## Verspreiding
Hoge fijnstraal groeit vooral in de grote steden. De soort bevolkt vooral de zuidelijke en westelijke delen van Nederland.

## Fotogalerij

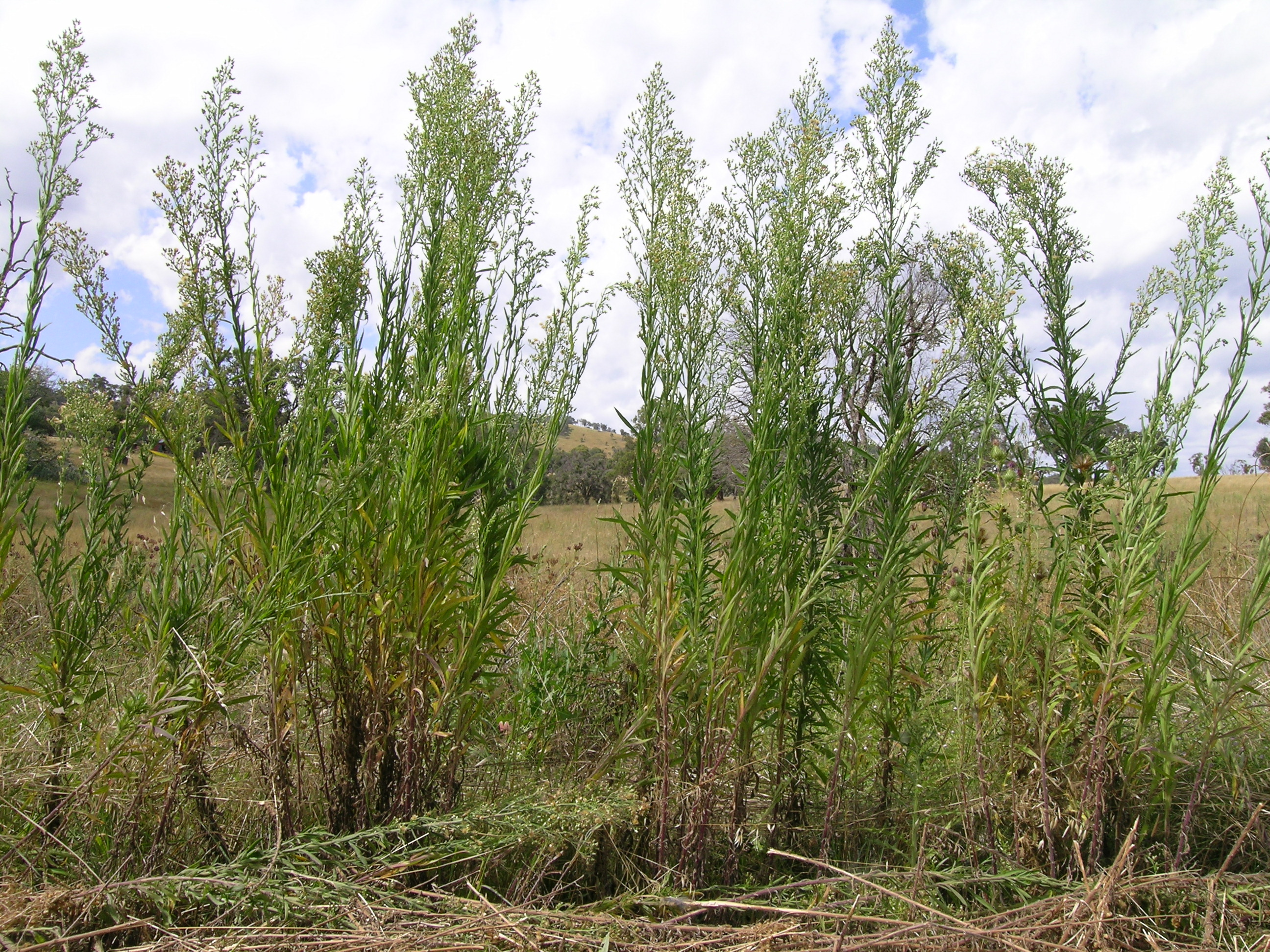
Het habitus
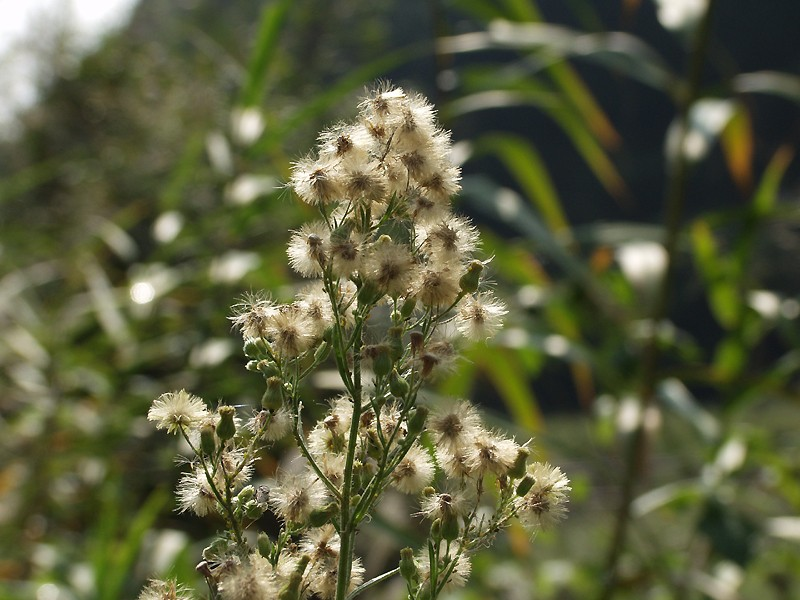
Een vruchtdragende bloeiwijze

## Gelijkende soorten
Hoge fijnstraal kan verward worden met andere oprukkende fijnstraalsoorten uit Zuid-Amerika: ruige fijnstraal, gevlamde fijnstraal en Canadese fijnstraal, die al in de 18e eeuw in Nederland voorkwam.